# 293499 Wolinski
293499 Wolinski è un asteroide della fascia principale. Scoperto nel 2007, presenta un'orbita caratterizzata da un semiasse maggiore pari a 3,0782164 UA e da un'eccentricità di 0,0604333, inclinata di 11,84149° rispetto all'eclittica.
L'asteroide è dedicato al fumettista francese Georges Wolinski.